# Страйк (бейсбол)

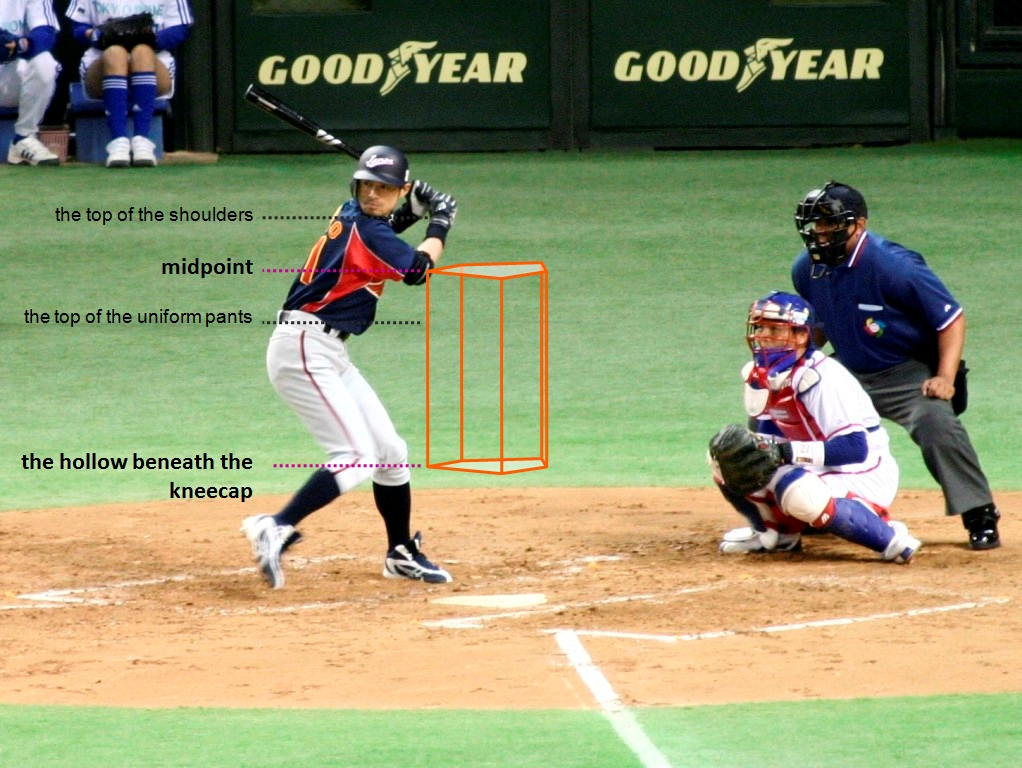
Страйковая зона

Страйк (англ. strike) — ситуация в бейсболе, когда бэттер (бьющий) не нанёс удара при подаче.
Страйк объявляется бьющему главным судьёй (homeplate umpire) после того, как мяч, поданный питчером, прошёл через так называемую «зону страйка» (англ. strike zone), расположенную над «домом» (homeplate) и ограниченную серединой груди и коленями бьющего — независимо от того, сделал он замах или пропустил мяч, проводив его взглядом. Страйк объявляется также в случае, если мяч прошёл мимо «зоны страйка», при этом бьющий попытался отбить мяч, но не смог сделать этого.
В случае переноса биты через дом (когда бьющий начал замах, но изменил решение и вернулся в исходную позицию) страйк фиксирует судья на первой или третьей базе, в зависимости от стойки бьющего (правша или левша).
Если бьющий набирает три страйка — это называется страйк-аут (англ. strike-out) — бьющий выбывает из игры.